# لو غوردون (صحفي)
لو غوردون (بالإنجليزية: Lou Gordon)‏ هو صحفي أمريكي، ولد في 17 مايو 1917 في ديترويت في الولايات المتحدة، وتوفي في 24 مايو 1977 في بلومفيلد هيلز في الولايات المتحدة.